# Juliën Mesbahi
Juliën Merijn Mesbahi (en arabe : جوليان ميريجن مصباحي), plus couramment appelé Juliën Mesbahi, né le 31 janvier 2006 à Enschede aux Pays-Bas, est un footballeur marocain qui joue au poste de défenseur central au FC Emmen, en prêt du FC Twente.

## Biographie

### Carrière en club
Né à Enschede, aux Pays-Bas, Juliën Mesbahi grandit dans sa ville natale. Il est né d'un père marocain et d'une mère néerlandaise. Il commence le football dans le club amateur de l'Avanti Wilskracht avant d'intégrer le centre de formation du FC Twente en 2020. Durant sa jeunesse, Juliën Mesbahi délaisse le football pendant un an pour se concentrer dans le kick-boxing et les arts martiaux.
Lors de la saison 2022-2023, il fait sa première apparition aux entraînements de l'équipe première, à l'âge de dix-sept ans. En fin de saison, le 20 juin 2023, il est récompensé avec un premier contrat professionnel.
Durant la saison 2023-2024, il dispute son premier match officiel en entrant en jeu contre le Fortuna Sittard à l'extérieur en remplaçant son coéquipier Youri Regeer à la 84e minute (victoire, 0-3).

### Carrière en sélection
Possédant la double nationalité néerlandaise et marocaine, Juliën Mesbahi peut prétendre à une sélection avec les Pays-Bas et le Maroc.
En 2021, il reçoit ses premières convocations sous la houlette du sélectionneur Pieter Schrassert Bert avec les Pays-Bas des moins de 16 ans. Il dispute au total cinq matchs amicaux dans cette catégorie.
Le 21 septembre 2022, il dispute son premier match avec les Pays-Bas des moins de 17 ans sous la houlette du sélectionneur Mischa Visser.  Il participe ainsi au tournoi Algarve et prend part à des matchs de qualification à l'Euro. Quelques semaines avant l'Euro 2023, il se blesse et est contraint de rater sa première participation officielle à une compétition internationale en sélection. 
De 2023 à 2024, il est actif en tant que capitaine des Pays-Bas des moins de 18 ans avec l'entraîneur Peter van der Veen. 
En début 2025, il procède à un changement de nationalité sportive pour représenter le Maroc sur scène internationale avant d'être appelé pour un premier stage d'entraînement en mars,,,,. En avril, il est convoqué par Mohammed Ouahbi pour prendre part à la Coupe d'Afrique des nations avec le Maroc des moins de 20 ans,. Lors de cette compétition, il est titularisé d'entrée contre le Kenya des moins de 20 ans, avant de prendre place sur le banc durant toute la compétition. Le 15 mai 2025, il se qualifie en finale de la CAN grâce à une victoire 0-1 contre l'Égypte des moins de 20 ans,.

## Palmarès

### En sélection
- Maroc -20 ans
  - Coupe d'Afrique des nations
    -  Finaliste en 2025[13],[14].